# 桑格維爾 (緬因州)
桑格維爾（英語：Sangerville）是一個位於美國緬因州皮斯卡特奎斯縣的鎮。

## 人口
根據2020年美國人口普查的數據，桑格維爾的面積為102.87平方千米，當中陸地面積為99.51平方千米，而水域面積為3.36平方千米。當地共有人口1306人，而人口密度為每平方千米13人。